# Football Club Savoia 1908
El Football Club Savoia 1908 fou un equip italià de futbol de la ciutat de Torre Annunziata.

## Història
El club va ser fundat amb el nom d'Unione Sportiva Savoia. Es va inscriure a la FIGC el 1914. La seva època daurada fou a la dècada de 1920, quan ascendí a la màxima categoria del campionat italià, al grup de Campània. El 21 de novembre de 2008 la societat complí 100 anys. El 14 de novembre de 2009 es retirà del campionat al que estava inscrit, posant fi a la seva vida esportiva.
Evolució del nom i colors
- 1908-1935  Unione Sportiva Savoia
- 1936-1937  Associazione Calcio Torre Annunziata
- 1937-1939  Spolettificio Torre Annunziata
- 1939-1944  Unione Sportiva Savoia
- 1944-1946  Associazione Calcio Torrese
- 1946-1955  Unione Sportiva Torrese
- 1955-1964  Unione Sportiva Savoia
- 1964-1978  Associazione Polisportiva Savoia 1908
- 1978-2001  Associazione Calcio Savoia 1908

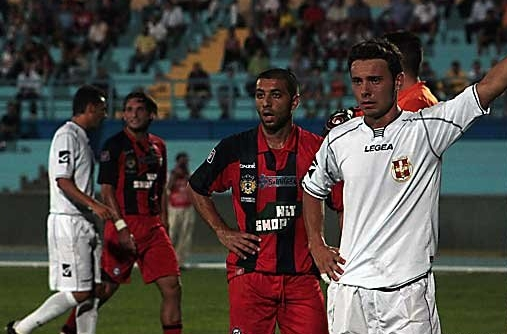
Cosenza - Savoia, Coppa Italia Lega Pro 2008-2009

- 2001-2002  Intersavoia
- 2002-2006  Società Sportiva Savoia 1908
- 2006-2009  Football Club Savoia 1908
- 2010-2011  Associazione Sportiva Dilettantistica Calcio Savoia 1908
- 2011-2013  Associazione Calcio Savoia 1908